# PowerColor
PowerColor – tajwańska firma produkująca karty graficzne. Powstała w 1997 roku. Jej główna siedziba jest zlokalizowana w Nowym Tajpej. Firma ma w ofercie karty graficzne ze zwykłym chłodzeniem lub lepszym PCS, PCS+, PSC++.

## Produkty
PowerColor produkuje karty graficzne oparte na GPU ATI Technologies oraz NVIDIA Corporation. Firma wydała karty graficzne z serii:
ATI Radeon X1xxx:
1. X1550 (Pro)
2. X1650 (Pro)
3. X1950 GT 256MB i 512MB
4. X1950 Pro

ATI Radeon HD 2000:
1. HD 2400
2. HD 2600
3. HD 2900

ATI Radeon HD 3000:
1. HD 3450
2. HD 3650
3. HD 3850
4. HD 3870

ATI Radeon HD 4000:
1. HD 4350
2. HD 4550
3. HD 4650
4. HD 4670
5. HD 4730
6. HD 4770
7. HD 4830
8. HD 4850
9. HD 4870
10. HD 4890

ATI Radeon HD 5000:
1. HD 5450
2. HD 5550
3. HD 5570
4. HD 5670
5. HD 5750
6. HD 5770
7. HD 5830
8. HD 5850
9. HD 5870
10. HD 5970

ATI Radeon HD 6000:
1. HD 6450
2. HD 6570
3. HD 6670
4. HD 6790
5. HD 6750
6. HD 6770
7. HD 6850
8. HD 6870
9. HD 6950
10. HD 6970
11. HD 6990